# Ипумирин
Ипумирин (порт. Ipumirim)  —  город и муниципалитет в Бразилии, входит в штат Санта-Катарина. Составная часть мезорегиона Запад штата Санта-Катарина. Входит в экономико-статистический  микрорегион Конкордия. Население составляет 6651 человек на 2006 год. Занимает площадь 247,067 км². Плотность населения — 26,9 чел./км².

## История
Город основан 7 апреля 1963 года.

## Статистика
- Валовой внутренний продукт на 2003 составляет 142.181.939,00 реалов (данные: Бразильский институт географии и статистики).
- Валовой внутренний продукт на душу населения на 2003 составляет 21.004,87 реалов (данные: Бразильский институт географии и статистики).
- Индекс развития человеческого потенциала на 2000 составляет 0,798 (данные: Программа развития ООН).

## География
Климат местности: мезотермический гумидный.